# شاون کرفرد
 شاون کرفرد (انگلیسی: Shawn Crawford؛ زاده ۱۴ ژانویهٔ ۱۹۷۸) یک ورزشکار اهل ایالات متحده آمریکا است.